# Aonidiella sotetsu
Aonidiella sotetsu är en insektsart som först beskrevs av Takahashi 1933.  Aonidiella sotetsu ingår i släktet Aonidiella och familjen pansarsköldlöss. Inga underarter finns listade i Catalogue of Life.